# رون جيمس
رون جيمس (23 مايو 1920 بسيدني في أستراليا - 28 أبريل 1983) (بالإنجليزية: Ron James)‏ هو لاعب كريكت أسترالي.

## وصلات خارجية
- رون جيمس على موقع إي آس بي آن كريك إنفو (الإنجليزية)